# Anablepsoides lungi
Anablepsoides lungi es un pez de agua dulce la familia de los rivulines en el orden de los ciprinodontiformes. El estatus de esta especie es incierto, probablemente sea una variante regional de la especie Anablepsoides urophthalmus.

## Importancia para el hombre
No tiene interés pesquero para alimentación, sin embargo es de interés comercial para acuariología. Calmosa y pasiva, es una especie muy fácil de mantener en cautividad en acuario.

## Morfología
De cuerpo alargado, los machos pueden alcanzar los 6,5 cm de longitud máxima.

## Distribución geográfica
Se encuentran en ríos de Sudamérica, en la cuenca de la Guayana Francesa y de Surinam.

## Hábitat
Viven en pequeños cursos de agua y en zonas salobres, entre 26 y 30°C, y ph  de 6 a 7,de comportamiento bentopelágico y no migrador, con un rango de profundidad entre 20 t 80 metros.
Habita en las sabanas inundables y pantanos costeros soleados, frecuente en aguas poco profundas, donde hibrida con otras especies de rivulines. Los juveniles son liberados de los huevos cuando miden 1,2 mm. La diferenciación sexual es posible a los 4 meses de la eclosión, alcanzando la madurez sexual se alcanza a los 5 meses de edad.